# Вила Лагарина
Вила Лагарина (итал. Villa Lagarina) је насеље у Италији у округу Тренто, региону Трентино-Јужни Тирол.
Према процени из 2011. у насељу је живело 2048 становника. Насеље се налази на надморској висини од 184 м.

## Становништво
| 1931. | 1936. | 1951. | 1961. | 1971. | 1981. | 1991. | 2001. | 2011. |
| ----- | ----- | ----- | ----- | ----- | ----- | ----- | ----- | ----- |
| 2.214 | 2.327 | 2.359 | 2.205 | 2.438 | 2.677 | 2.842 | 3.129 | 3.692 |

## Партнерски градови
- Bento Gonçalves, Штокштат ам Рајн